# رود ووژا
رود ووژا (انگلیسی: Vozha) یک رودخانه در استان ریازان کشور روسیه است.